# A.M. Cassandre
A.M. Cassandre, echte naam: Adolphe Jean-Marie Mouron (Charkov, 24 januari 1901 – Parijs, 17 juni 1968) was schilder, grafisch vormgever en ontwerper. Mouron studeerde in 1918 aan de École des Beaux Arts, aan de Académie Julian en werkte met schilder Lucien Simon in zijn studio in Parijs. Daar begon hij met het ontwerpen van affiches die hij signeerde met zijn pseudoniem Cassandre. Hij werd leraar aan de École Nationale des Arts Décoratifs van 1934 tot 1935, daarna leraar aan de École d’Arts Graphiques. Zijn bekendste werken dateren uit de jaren 30 en behoren tot de art deco. 
Cassandre werd beïnvloed door kunstenaar Leonetto Cappiello en door de Bauhausstijl. 
Cassandre ontwierp voor Franse, Zwitserse en Italiaanse klanten affiches en werkte in 1939 voor Harper's Bazaar in New York. Hij werkte tussen 1927 en 1931 ook voor Nederlandse bedrijven. Zo werd zijn nu zo beroemde affiche voor de Étoile du Nord in 1927 in de Telegraaf beschreven als een “wonderlijk ontwerp dat werkelijk tot het modernste en vermetelste behoort, wat men tot nu toe op dit gebied verzon.” “De samenwerking met Nederlandse bedrijven zou tot de economische terugslag en de dalende bestedingen voor reclamedoeleinden in de jaren dertig duren”, schrijven Peter van Dam en Philip van Praag in hun boek A.M. Cassandre en zijn Nederlandse opdrachtgevers.
In zijn Nederlandse tijd verzorgde Cassandre niet alleen de Droste-mascotte, maar maakte ook ander werk. Tot de opdrachtgevers, die via Nijgh & Van Ditmar op zijn pad kwamen, behoorden grote bedrijven als BK Emaille, Gazelle-fietsen, Philips en De Vries Robbé. Zijn beste affiches zijn ongetwijfeld voor de Stoomvaart Maatschappij Zeeland en de Holland-Amerika Lijn. De hoge vertekende scheepsboegen en het ronde, zwarte gat van de scheepspijp werden blikvangers. Begin jaren dertig kwam er een eind aan het Nederlandse werk. Cassandre was weliswaar goed, maar voor Nederlandse begrippen ook erg duur. Hij rekende duizend gulden per ontwerp. 
Hij leed aan depressies en pleegde zelfmoord in 1968 in zijn woning aan de Avenue René Coty. 

## Veilingprijzen
Op 17 november 2014 bracht een originele oude affiche in strakke art-decostijl met de titel L’INTRANSIGEANT 210.000 euro op.